# Joga Bonito
Joga Bonito foi um reality show esportivo brasileiro exibido pela Rede Bandeirantes, em parceria com a Nike e com a RGB, em Abril de 2006, como uma espécie de segunda temporada do também reality show Joga 10. Porém, diferentemente da 1a temporada, em que o escolhido tinha de ter características típicas de um camisa 10, no Joga Bonito o objetivo foi descobrir um futuro craque que jogasse em qualquer posição da linha.
Ao lado de Luxemburgo, também ajudaram na avaliação dos garotos os jogadores Careca e Júnior (ex-Flamengo e ex-Seleção). O vencedor do programa - Juscemar Borilli - teve a oportunidade de treinar durante seis meses nas categorias de base do Corinthians e estagiou numa equipe internacional patrocinada pela Nike (Internazionale de Milão). Além disso, ele recebeu material esportivo da Nike durante um ano.

## O Programa
Puderam participar do Joga Bonito, somente meninos nascidos em 1990 ou 1991 (com 16 e 15 anos, portanto), estudantes regularmente matriculados, não-federados e não-vinculados a nenhum agente. Outro critério para participar da pré-seleção foi desenvolver uma frase criativa com o tema "O que é jogar bonito para você?".
O Joga Bonito teve oito capítulos de uma hora cada.
A música de abertura do programa foi criada pelo produtor musical Rick Bonadio. A letra e a voz são de Marcelo D2.

### Episódios
No primeiro episódio do programa, o júri formado pelos ex-craques da seleção brasileira Júnior e Careca e liderado pelo treinador Vanderlei Luxemburgo escolheu, numa espécie de "peneira" dentre mais de quatro mil candidatos, 24 finalistas que foram automaticamente para a segunda fase: a concentração em um Centro de Treinamento em São Paulo. Para chegar a esta fase os 24 participantes foram testados de acordo com os fundamentos básicos de futebol. Eles também passaram por avaliações física e psicológica.
Atrações Especiais
- Episódio 2 - Neste episódio, o programa teve como atrações especiais os jogadores: Marcelo (goleiro), o lateral Eduardo Ratinho, o zagueiro Betão, os meias Roger e Carlos Alberto e o atacante Rafael Moura, todos do Corinthians

- Quarto Epísódio - Neste episíodio, o programa teve como atração especial o músico Marcelo D2, que bateu um papo com os garotos e ainda arriscou alguns lances com a bola[11].

- No sexto episóidio, o programa contou com a participação do narrador esportivo Silvio Luiz, que narrou o treino coletivo dos garotos. Além da visita do jornalista, os meninos tiveram de mostrar habilidades com o skate. Mas, para isso, receberam uma ajudinha especial de convidados profissionais do esporte[12].

Além deles, o programa teve a participação da cantora Tati Quebra Barraco.

### Episódio Final
O último capítulo do programa teve como atrações a participação especial do craque Adriano, a rotina dos garotos nas cidades onde residiam, e uma entrevista coletiva com os dois finalistas - Juscemar e Leandro. Os jurados escolheram os dois garotos baseados no desempenho de cada um nos treinamentos, e também no jogo-treino do último capítulo. O anúncio do ganhador - Juscemar Borilli - se deu direto da Itália.
Durante o período de concentração, os finalistas Juscemar e Leandro puderam conhecer seis jogadores do Corinthians e o atacante Ricardo Oliveira, então atacante do São Paulo, que visitaram o Centro de Treinamentos.

## Audiência
Mesmo com as empresas Nike e RGB, não se preocupando em fazer o trabalho de divulgação, o programa, atingiu, no episódio de estreia, 4 pontos de média.